# Actizera lucida
Actizera lucida is een vlinder uit de familie van de Lycaenidae. De wetenschappelijke naam van de soort is voor het eerst gepubliceerd in 1883 door Roland Trimen.

## Verspreiding
De soort komt voor in Ivoorkust, Ghana, Benin, Nigeria, Kameroen, Gabon, Congo-Kinshasa, Oeganda, Kenia, Tanzania, Angola, Zambia, Mozambique, Zimbabwe, 
Namibië, Zuid-Afrika, Swaziland, Lesotho, de Comoren en Jemen.

## Habitat
Het habitat bestaat uit grasland en grasachtige savannes.

## Waardplanten
De rups leeft op Argyrolobium tuberosum, Crotalaria lanceolata, Oxalis corniculata, Rhynchosia en Vigna.